# 오크라 작전
오크라 작전은 오스트레일리아 방위군이 대 IS 군사 개입에서 기여하고 있는 작전에 붙인 암호명이다. 작전은 2014년 8월 31일 시작되었으며 작전의 초기 목표는 이라크에 있는 ISIL에 대한 효과적 공습이었다. 2015년 9월, 작전은 시리아 일대로 확대되었다. 오스트레일리아 방위군은 중동 지역에서 활동 중인 합동 특수임무부대 633의 일원이며, 원래는 중령 크레이그 옴의 지휘를 받고 있었다. 옴은 특수임무부대의 지휘권을 트레버 존스에게 2014년 12월 이양했다.

## 오스트레일리아의 기여

### 이라크에서의 공습
오스트레일리아 정부는 2014년 9월 14일 공군 특수부대가 F/A-18F 슈퍼 호넷, 보잉 737 AEW&C, 에어버스 A330 MRTT 등의 항공기와 특수부대 기동대를 중동에 파견할 것이라고 밝혔다. 이는 ISIL 병력에 대한 작전의 준비를 위한 것이었다. 오스트레일리아 공군 부대는 10월 1일 작전을 시작했고, 10월 3일 총리 토니 애벗은 오스트레일리아가 공습을 시작했다고 선언했다. 오스트레일리아 병력은 아랍에미리트에 있는 알민하드 공군기지에서 작전 중이다. 오스트레일리아 항공기는 아부다비 남쪽의 알다프라 공군 기지에서도 작전 중이라고 보고되었다. 오스트레일리아 육군의 훈련 부대인 타지 특수임무부대는 2015년 4월 이라크에 파병되어 이라크 보안군을 훈련시키는 것을 돕고 있다.

### 시리아로의 확대
2015년 9월에 의회의 승인을 통해 오스트레일리아의 공습 범위는 이라크에서 시리아로 확장되었다. 2015년 후반 미국 정부는 다른 동맹국을 비롯하여 오스트레일리아 정부에게 군사적 임무의 범위를 확장시킬 것을 요구했다. 오스트레일리아 정부는 2016년 1월 이 요구를 거부했지만, 동맹 본부에 파견되는 오스트레일리아 병력을 20명에서 30명으로 증가시키고 이라크와 시리아에서 전쟁으로 영향받는 시민들에게 인도주의적 물품의 양을 늘릴 것을 고려하겠다고 밝혔다.

## 같이 보기
- 샤말 작전
- 셰이더 작전
- 내재된 결단 작전
- CJTF-OIR
- 러시아군의 시리아 내전 개입